# دیکنشید
دیکنشید (به آلمانی: Dickenschied) یک شهر در آلمان است که در راین-هونسروک واقع شده‌است. دیکنشید ۷۶۹ نفر جمعیت دارد.